# 劉明節
劉明節（？年—？年），字？，四川鄰水縣人，中萬曆十九年辛卯科順天鄉試舉人，萬歷二十二年（1594年）任山西平陽府曲沃縣教諭。萬曆年間任陝西漢中府鳳縣知縣。